# Pardosa parvula
Pardosa parvula là một loài nhện trong họ Lycosidae.
Loài này thuộc chi Pardosa. Pardosa parvula được Richard C. Banks miêu tả năm 1904.